# Кореньки (Тверская область)
Кореньки — опустевшая деревня в Старицком районе Тверской области. Входит в состав Степуринского сельского поселения.

## География
Находится в южной части Тверской области на расстоянии приблизительно 6 км на запад-юго-запад по прямой от административного центра поселения деревни Степурино.

## История
Была отмечена только на карте 1941 года как поселение с 20 дворами.

## Население
Численность населения: 0 как в 2002 году, так и в 2010.